# Hans de Groot-Canté
Johanna Wilhelmina (Hans) de Groot-Canté (Utrecht, 10 april 1922 – 3 januari 1988) was een Nederlandse schrijfster.

## Biografie
Ze werd geboren in Utrecht als dochter van Wilhelmina Maria van Amerongen en Louis Frédéric Cornelis Canté. Haar ouders scheidden in 1936. Ze zat op het Utrechts Stedelijk Gymnasium en na haar schooltijd ging ze werken bij het Utrechtsch Nieuwsblad.
Tijdens de Tweede Wereldoorlog was ze betrokken bij het verzet, waar ze de verzetsnaam Anna Visser droeg. Ze had in die tijd een relatie met Theun de Vries. In 1945 was ze plaatsvervangend hoofdredactrice van De Waarheid in Utrecht.
In 1953 trouwde ze met Rob de Groot  met wie zij twee zoons kreeg. In de jaren vijftig werkte ze als vertaalster. Na een aantal jaren is ze zelf gaan schrijven. Ze schreef boeken voor oudere meisjes en werd vooral bekend met de Zuster Britta-serie (22 boeken).